# Hemipenthes webberi
Hemipenthes webberi är en tvåvingeart som först beskrevs av Johnson 1919.  Hemipenthes webberi ingår i släktet Hemipenthes och familjen svävflugor. Inga underarter finns listade i Catalogue of Life.